# Асилан
А́силан (фин. Asila) — посёлок в составе Хийтольского сельского поселения Лахденпохского района Республики Карелия.

## Общие сведения
Расположен на берегу залива в северо-западной части Ладожского озера, недалеко от устья реки Асиланйоки. К посёлку подходит дорога местного значения 86К-100 («Подъезд к п. Асилан»). В двух километрах от посёлка проходит новая трасса А121 («Сортавала»), пущенная в обход  посёлка Хийтола. Расстояние до районного центра Лахденпохья — 58 км.

## Население
| 2002 | 2009 | 2010 | 2013 |
| ---- | ---- | ---- | ---- |
| 12   | ↘7   | ↗14  | ↘13  |